# Kopaczi
Kopaczi (ukr. Копачі) – dawna, nieistniejąca już wieś na Ukrainie, w pobliżu Czarnobyla. Po katastrofie w Czarnobylu w 1986 roku wieś została skażona przez opad promieniotwórczy i w konsekwencji ewakuowana.
W 1966 r. w Kopaczach mieszkało przeszło tysiąc osób. U schyłku tego roku postanowiono w bezpośrednim sąsiedztwie wznieść elektrownię jądrową. Prace budowlane zaczęły się na początku lat 70. XX w..

## Historia
Po katastrofie elektrowni i ewakuacji ludności Kopaczi, władze, w ramach eksperymentu, kazały rozebrać wszystkie domy i zakopać je w ziemi. Wioska była jedyną z okolicznych wsi, którą spotkał taki los w wyniku katastrofy czarnobylskiej.
Jedynymi śladami wsi, które przetrwały do dziś, są szeregi kopców. Każdy kopiec zawiera pozostałości jednego domu i jest oznaczony znakiem międzynarodowego symbolu promieniowania.
Pomiar dawki promieniowania przy pomocy licznika Geigera wykazał przy obszarze kopców poziom 0,25 μSv/h, przy samym słupku ostrzegawczym 0,12 μSv/h (dla porównania w Warszawie zmierzono poziom 0,24 μSv/h)
Wysiedlona wioska Kopaczi została umieszczona w grze komputerowej S.T.A.L.K.E.R.: Zew Prypeci jako jedna z lokacji.